# Просвет (фотография)
Просвет (просвеченный кадр) — термин в фотографии, который обозначает кадр, засвеченный не до конца.
Данный вид фотографии возможен только при помощи пленочной фототехники, однако, существуют плагины для графических редакторов, например, Adobe Photoshop.
Просвеченная фотография стала популярной в 2005 году, когда пользователь сайта DevianART cifuso выложил серию из тридцати шести просвеченных фотографий, которые стали самыми популярными фотографиями месяца.
После этого события популярность просвеченной фотографии стала распространяться за пределы сайта. На данный момент число людей, занимающихся просвеченной фотографией, составляет, по экспертным подсчетам, не менее 230 человек.